# Jono Ross

a Compétitions nationales et continentales officielles uniquement.

Dernière mise à jour le 7 mars 2025.
Jonathan Montague Ross dit Jono Ross est un joueur sud-africain de rugby à XV évoluant au poste de troisième ligne aile ou de troisième ligne centre.

## Biographie
En première partie de saison 2014-2015, il est libéré de son contrat avec les Bulls et décide de s'engager pour le club parisien du Stade français pour deux ans et demi. Dès sa première saison en France, il remporte le Bouclier de Brennus. En finale, face à l'ASM Clermont, il entre en jeu à la 65e minute à la place d'Antoine Burban et son équipe s'impose finalement 12 à 6,. La saison suivante, en 2015-2016, il prolonge son contrat avec le club parisien jusqu'en 2020.
En 2017, il remporte le Challenge européen, en étant titulaire lors de la finale contre Gloucester,.
À cause d'un problème familial, il décide de quitter le club pour rejoindre le club anglais des Sale Sharks, pour signer un contrat de trois ans.
Sélectionnable avec l'Angleterre grâce à un grand-parent anglais, il est appelé pour un camp d'entraînement avec le XV de la Rose en mai 2018,. Il n'obtient cependant aucune sélection.
Il est titulaire lors de la finale du Championnat d'Angleterre en 2023 perdue 35-25 face aux Saracens,. Il met un terme à sa carrière de joueur dans la foulée de cette finale.

## Palmarès
- Vainqueur du Championnat de France en 2015 avec le Stade français.
- Vainqueur du Challenge européen en 2017 avec le Stade français.
- Vainqueur de la Coupe d'Angleterre en 2020 (en) avec les Sale Sharks.
- Finaliste du Championnat d'Angleterre en 2023 avec les Sale Sharks.